# Kevin Fank
Kevin Fank (* 22. Mai 1987 in Berlin) ist ein ehemaliger deutscher Automobilrennfahrer.

## Karriere
Fank fuhr von 1996 bis 2001 Kartrennen. 2001 gewann er die Deutsche-Kart-Meisterschaft. Ein Jahr später wurde er in der Formel König als Neueinsteiger Siebter in der Gesamtwertung. 2004 wurde Fank in zwei Rennen des Austria-Formel-3-Cup Zweiter. 2005 gewann er die Recaro-Formel-3-Cup-Trophy. Im Jahr 2006 fuhr Fank in der Formel-3-Euroserie und in der Mini Challenge.

## Statistik

### Karrierestationen
- -2002: Kartsport
- 2003: Formel König (Platz 7)
- 2004: Deutscher Formel-3-Cup (Platz 27)
- 2005: Deutscher Formel-3-Cup (Platz 18), 1. Platz Trophy-Wertung
- 2006: Formel 3 Euroserie (Platz 7 Trophywertung)
- 2006: Mini Challenge Deutschland (Platz 23)
- 2007: Deutscher Formel-3-Cup (Platz 28), 9. Platz Trophy-Wertung